# Alfred Alsleben (Leichtathlet)

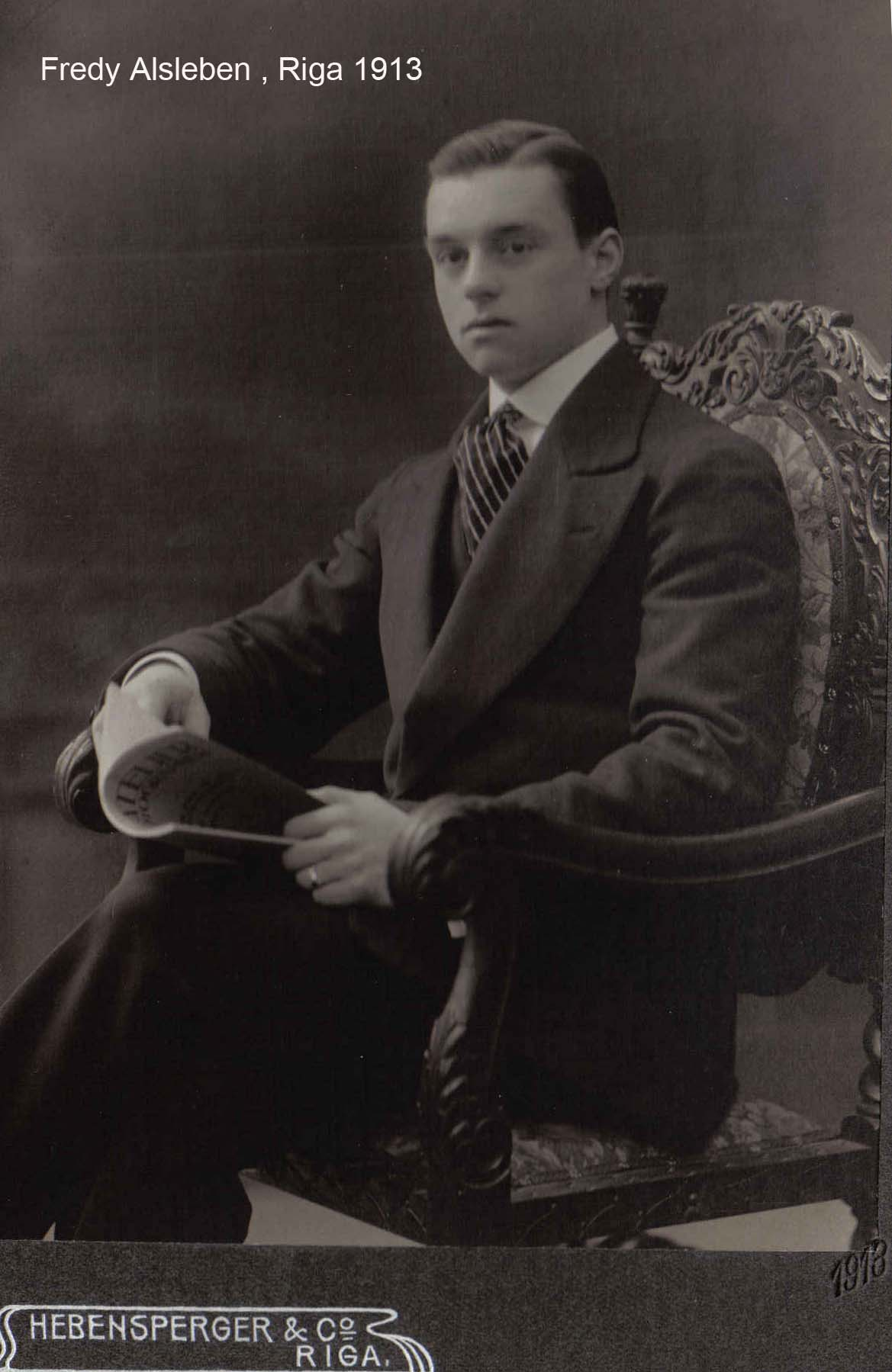
Alfred Alsleben

Alfred Carl Alsleben (lettisch: Alfrēds Karls Alslēbens) (* 24. Juli 1891 in Riga, Gouvernement Livland; † 26. November 1930 in Riga, Lettland) war ein deutsch-baltischer Sportler und Offizier. Er war Mitbegründer (1909) und Vorstandsmitglied des Hagensberger Turn- und Sportvereins.

## Leben
Als sportlich veranlagter Sohn von Alfred Woldemar August Alsleben stellte Alsleben schon als Schüler der Rigaer Realschule Rekorde in der Leichtathletik auf. Er war baltischer Meister im Hochsprung (1,77 m) und im Weitsprung (6,62 m), Sankt Petersburger Meister im Hochsprung, glänzender Turner und Fußballtorwart der Rigaer Stadtauswahl. Im Zehnkampf nahm er 1912 für Russland an den Olympischen Spielen in Stockholm teil. Er wurde elfter von 27 Athleten. Doch keinem der 178 russischen oder für Russland startenden Sportler gelang ein olympischer Sieg. In Riga war Alsleben die Leitfigur des Hagensberger Turn- und Sportvereins und Torwart der Mannschaft Hagensberg I.
Da es zu damaliger Zeit auch im Russischen Kaiserreich eine Wehrpflicht gab, aber nur der älteste Sohn zur Kaiserlich Russischen Armee einrücken musste, meldete er sich als Einjährig-Freiwilliger. Er konnte dadurch sein Regiment selbst aussuchen und ging zu den 3. Kaiserlichen Husaren in Mariampol in Litauen. Regimentsinhaberin war die Zarentochter Olga Nikolajewna Romanowa. Seine Paradeuniform und sein schwarzes Pferd hatte Alsleben selbst mitzubringen und sein Vater musste für die hohen Kosten aufkommen. 1914 bei Kriegsausbruch gerade Leutnant geworden, machte der junge Alsleben den ganzen Ersten Weltkrieg mit. Er erlitt eine Verwundung, wurde zum Rittmeister ernannt und erhielt in Petersburg den Annenorden aus der Hand der Fürstin Olga. Nach der Oktoberrevolution diente er in vielen Armeen, so bei der Gemeinsamen Armee als Dolmetscher, bei der Roten Armee (der Bolschewiki) als Turnlehrer, bei Anton Iwanowitsch Denikin in Odessa als Panzerfahrer und als Flieger bei den dort im Krieg operierenden Franzosen. Wegen Flecktyphus wurde er im bulgarischen Warna ausgesetzt. Er überlebte in den Weinbergen, gründete eine Musikkapelle und spielte in einem Restaurant. Die Partituren schrieb er selbst. 1920 schlug er sich über Wien und Berlin nach Riga durch.
Er wurde Buchhalter bei der französischen Firma Huguenin Frères. Danach wieder eingezogen, diente er als Rittmeister im lettischen Kavallerieregiment. Anschließend ging er als Buchhalter zu Chryslers Automobilvertretung in Riga. In der Kommunalpolitik engagierte er sich auf der Deutschen Liste (Hausbesitzer). Sportlich wieder sehr aktiv im Hagensberger Turn- und Sportverein, nahm er auch an Wettkämpfen teil. Im Turnen wurde er lettischer Meister. Vom Deutschen Turnfest 1923 in München (Turnen, Fünfkampf) und vom Deutschen Turnfest 1928 in Köln kehrte er mit Siegerkränzen heim. Als Vorturner (1922–1930) und Turnwart (1926/27) des Hagenberger Turn- und Sportvereins war er maßgeblich am Aufschwung dieses großen deutschen Vereins im Baltenland beteiligt. Als Turn- und Sportlehrer für Leichtathletik brachte er die sportlichen Leistungen auf ein bis dahin nicht gekanntes Niveau. Für viele ein Idol, erlag er einer Meningitis. Unverheiratet geblieben und nur 39 Jahre alt geworden, wurde er auf dem Rigaer Martins-Friedhof beerdigt. Horst Alsleben ist ein Neffe.

„[Alsleben] ist ein Vorkämpfer der neuen Bewegung, die aus Deutschland zu uns herübergekommen ist und die hier allmählich Fuß zu fassen beginnt – die Leibesübung. Ganz gefühlsmäßig hat er die Leibesübungen als deutsches Kulturgut erkannt, da er selbst auf diesem Gebiete Autodidakt gewesen ist, und hat seine ganze Schaffens- und Arbeitskraft für diese Sache eingesetzt. Um diese gesunde Bewegung zu fördern, um den Kampf mit unseren rückständigen Ansichten über das Gebiet der Leibesübung aufnehmen zu können, ließ er sich nicht viel in theoretische Auseinandersetzungen oder Diskussionen ein, sondern er beschritt einen Weg, den bis jetzt noch niemand gefunden hatte – er gewann die Jugend für sich, die Jugend, die am meisten unter unserer Rückständigkeit zu leiden hatte, und lieferte damit in praxi den Beweis, daß er sich auf richtiger Bahn befand. Die durch die Schule auf diesem Gebiete vernachlässigte Jugend strömte in hellen Scharen herbei, da sie es fühlte, einen Lehrer, einen Kameraden gefunden zu haben, der es verstand, sie in ihrem naturbedingten Drang zur freien Bewegung, zum Kampf und Spiel zu unterstützen.“

Alfred, bei den Jugendlichen auch Fredy genannt, gehörte von 1903 bis 1914 nicht nur in Riga und im Baltikum, sondern auch im Ausland zu den Sportpionieren jener Zeit.

## Ehrungen
- Orden des Heiligen Wladimir
- Sankt-Stanislaus-Orden

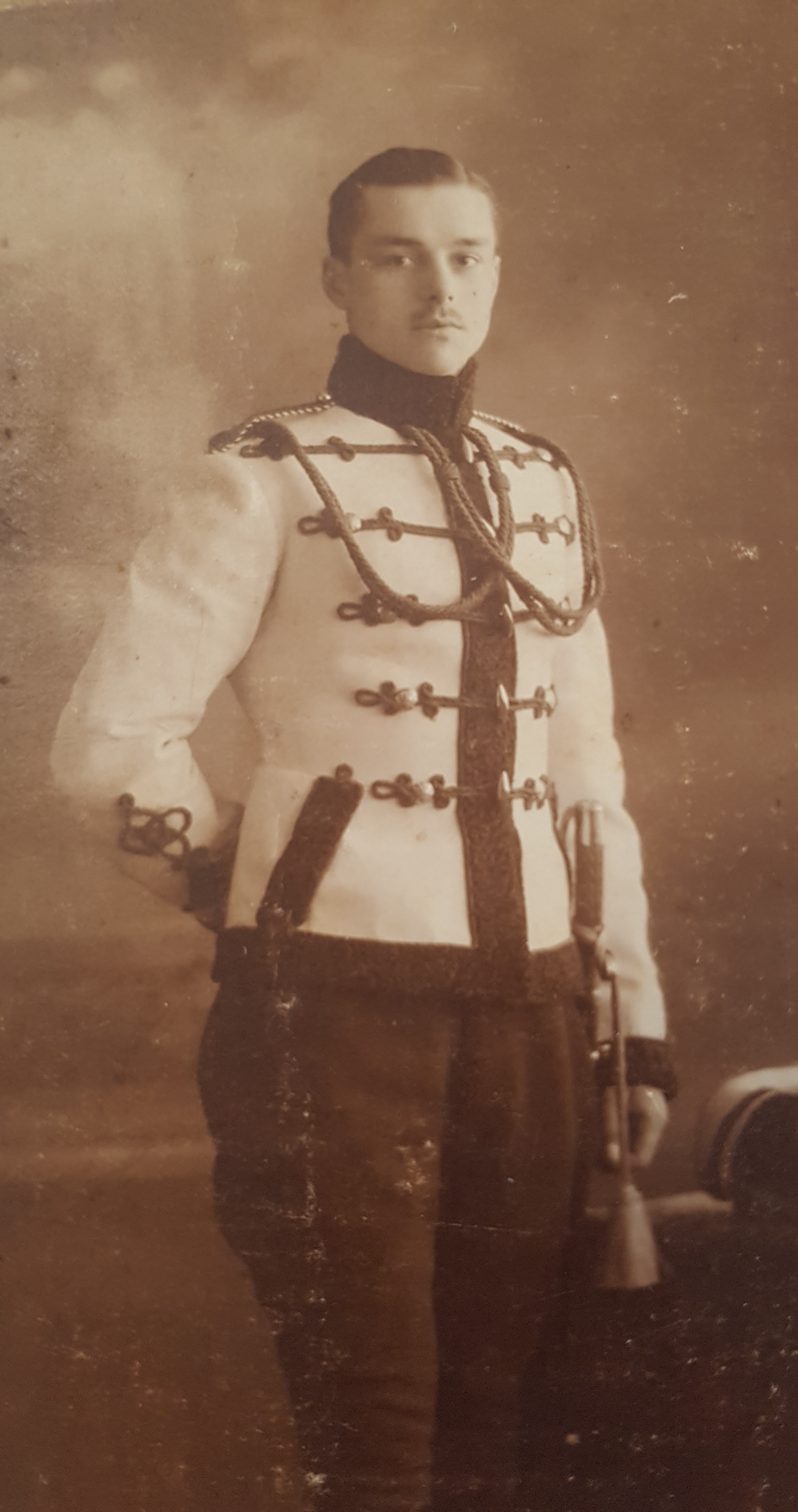
Husar in der Kaiserlich Russischen Armee (1913)

- Russischer Orden der Heiligen Anna

## Sportliche Erfolge
In der Rigaer Presse wurde oftmals über die sportlichen Leistungen und Erfolge von Alfred Alsleben berichtet. Zu nennen sind:
- Erster Platz im Dreikampf (Hochsprung, Speerwurf, 800-Meter-Lauf) beim Junior-Sportfest der Allgemeinen Radfahrer-Union in Riga am 2. September 1909.
- Erste Plätze im Weitsprung und im Speerwurf beim Herbstsportfest der Allgemeinen Radfahrer-Union in Riga am 29. August 1910[22]
- Beim externen Frühlings-Sportfest der Allgemeinen Radfahrer-Union 1911 in Riga stellte er im Hochsprung einen neuen russischen Rekord auf.
- Erster Platz im Dreikampf (Weitsprung, 400-Meter-Lauf, Speerwurf) beim Sportfest des Wolmarschen Radfahrvereins am 24. Juni 1911 in Wolmar.[23]
- Erster Platz im Weitsprung bei der Meisterschaft der Ostseeprovinzen beim Herbst-Sportfest der Allgemeinen Radfahrer-Union in Riga am 11. September 1911.[24]
- Elfter im Zehnkampf bei den Olympischen Spielen 1912 in Stockholm mit folgenden Ergebnissen: 100 m 12,2 s, Weitsprung 6,27 m, Kugel 8,48 m, Hochsprung 1,70 m, Diskus 29,21 m, 110 m Hürden 19,5 s, Stabhoch ./., Speer 37,34 m, 1500 m 5:08,6 min[25]
- Erster Platz im Hochsprung und Zweiter Platz im Weitsprung beim Sportfest der Allgemeinen Radfahrer-Union am 16. September 1912 in Riga.[26]
- Erster Platz im Hochsprung beim großen Sportfest der Allgemeinen Radfahrer-Union in Riga am 19. Mai 1913[27]

### Gedruckte Quellen
- Archiv Deutsch-Baltische Genealogische Gesellschaft e. V. Darmstadt.

### Ungedruckte Quellen
- Lettisches Historisches Staatsarchiv, Personenstandsarchiv, Signatur: LVVA–2996–1–8214.
- Herbert Oskar Alsleben: Familienchronik Alsleben, Teil I.–II. Riga 1933, Teil III. Gardelegen 1995. (unveröffentlicht)